# عزلة بني عبد الله (ذمار)

تعديل مصدري - تعديل

عزلة بني عبد الله هي إحدى عزل مديرية وصاب السافل في محافظة ذمار اليمنية ويبلغ تعداد سكانها 2869 نسمة حسب التعداد السكاني في اليمن لعام 2004.